# 太空探索者协会
太空探索者协会（英語：Association of Space Explorers），是一个成立于1985年的国际性非营利组织。协会宗旨是为全世界执行过载人航天飞行任务的航天员提供专业的对话论坛，增加宇宙科学与探索对人类的益处，促进科学教育，倡导以和平利用外太空的原则开展国际合作。
太空探索者协会是联合国和平利用外层空间委员会永久观察员。

## 年会
| #  | 年份   | 地点                      | 奖项                        | 奖项                                                           | 奖项                              | 奖项              |
| #  | 年份   | 地点                      | 水晶头盔奖                  | 列昂诺夫奖                                                     | 杰出会员奖                        | 最佳技术报告奖    |
| -- | ------ | ------------------------- | --------------------------- | -------------------------------------------------------------- | --------------------------------- | ----------------- |
| 1  | 1985年 | 法國 塞尔奈               | 雅克-伊夫·库斯托            | 不適用                                                         | 不適用                            | 不適用            |
| 2  | 1986年 | 匈牙利人民共和国 布达佩斯 | 奥列格·加津科/杰勒德·奥尼尔 | 不適用                                                         | 不適用                            | 不適用            |
| 3  | 1987年 | 墨西哥 墨西哥城           | 托马斯·潘恩                 | 不適用                                                         | 不適用                            | 不適用            |
| 4  | 1988年 | 保加利亞人民共和國 索菲亞 | 鲍里斯·劳申巴赫             | 不適用                                                         | 不適用                            | 不適用            |
| 5  | 1989年 | 沙烏地阿拉伯 利雅德       | 亚什·帕尔                   | 不適用                                                         | 不適用                            | 不適用            |
| 6  | 1990年 | 荷蘭 格罗宁根             | 亨德里克·范德胡斯特         | 维博·奥凯尔斯                                                  | 不適用                            | 不適用            |
| 7  | 1991年 | 德国 柏林                 | 汉斯-迪特里希·根舍          | 西格蒙德·雅恩/恩斯特·梅塞施米德                                | 不適用                            | 不適用            |
| 8  | 1992年 | 美国 华盛顿               | 艾萨克·阿西莫夫             | 约翰-大卫·巴托/乔恩·麦克布莱德                                 | 不適用                            | 不適用            |
| 9  | 1993年 | 維也納                    | 赫尔曼·邦迪                 | 弗朗茨·菲伯克                                                  | 不適用                            | 不適用            |
| 10 | 1994年 | 俄羅斯 莫斯科/贝加尔湖    | 尤里·加加林（追授）         | 托尔·海尔达尔/尤里·科普捷夫/ 约翰·法比安/弗拉基米尔·科瓦廖诺克 | 不適用                            | 不適用            |
| 11 | 1995年 | 波蘭 华沙                 | 史坦尼斯瓦夫·萊姆           | 莱赫·瓦文萨/若望保祿二世/米羅斯瓦夫·赫爾曼謝夫斯基             | 不適用                            | 不適用            |
| 12 | 1996年 | 加拿大 蒙特利尔           | 尼古拉斯·马泰埃斯科·马泰    | 史蒂夫·麦克莱恩                                                | 不適用                            | 不適用            |
| 13 | 1997年 | 圣何塞                    | 何塞·玛丽亚·菲格雷斯        | 罗德里戈·戈麦斯/居伊·德特拉蒙德/張福林                         | 不適用                            | 不適用            |
| 14 | 1998年 | 比利时 布鲁塞尔           | 埃迪特·克勒松               | 卡伊萨·达赫尔斯特伦/迪尔克·弗里蒙特                            | 不適用                            | 不適用            |
| 15 | 1999年 | 羅馬尼亞 布加勒斯特       | 维尔吉柳·康斯坦丁内斯库     | 埃米尔·康斯坦丁内斯库/杜米特鲁·普鲁纳留                        | 不適用                            | 不適用            |
| 16 | 2000年 | 西班牙 马德里             | 阿斯圖里亞斯親王            | 迈克尔·洛佩斯-阿莱格里亚/佩德罗·杜克                           | 不適用                            | 不適用            |
| 17 | 2001年 | 阿拉木圖                  | 努尔苏丹·纳扎尔巴耶夫       | 苏尔坦·苏尔坦加济/托克塔尔·奥巴基洛夫                          | 不適用                            | 不適用            |
| 18 | 2003年 | 日本 东京                 | 洛娜·鬼塚                   | 近藤次郎/梅棹忠夫/毛利衛                                       | 不適用                            | 不適用            |
| 19 | 2005年 | 美国 盐湖城               | 阿波罗-联盟飞船乘员         | 根纳季·斯特列卡洛夫/查尔斯·沃克                                | 不適用                            | 不適用            |
| 20 | 2007年 | 苏格兰 爱丁堡             | 肯尼思·庞兹                 | 科林·麦金尼斯/亚历克斯·布莱克伍德/ 杰克·加恩/谢尔盖·阿夫杰耶夫 | 不適用                            | 不適用            |
| 21 | 2008年 | 美国 西雅圖               | 小威廉·波音                 | 凯西·弗莱彻/格雷格·尼克尔斯/邦尼·邓巴                          | 不適用                            | 不適用            |
| 22 | 2009年 | 捷克 布拉格               | 鲍里斯·瓦尔尼切克           | 斯拉韦克·赫尔扎尔 弗拉迪米尔·雷梅克                            | 阿列克谢·列昂诺夫 拉塞尔·施威卡特 | 不適用            |
| 23 | 2010年 | 马来西亚 吉隆坡           | 马哈迪·莫哈末               | 纳兹兰·奥斯曼/克里斯·哈德菲爾德/谢赫·穆扎法尔·舒库尔           | 约翰·法比安                       | 野口聪一          |
| 24 | 2011年 | 俄羅斯 莫斯科             | 鲍里斯·切尔托克             | 阿纳托利·格里戈里耶夫                                          | 不適用                            | 凯瑟琳·科尔曼     |
| 25 | 2012年 | 沙烏地阿拉伯 利雅德       | 查尔斯·埃拉奇               | 乔治·阿比 苏尔坦·本·萨勒曼                                     | 欧文·加里欧特 格奧爾基·格列奇科   | 伦道夫·布雷斯尼克 |
| 26 | 2013年 | 德国 科隆                 | 海因茨·里森胡贝尔           | 鲁珀特·格尔策尔/莱因霍尔德·埃瓦尔德                            | 查尔斯·沃克                       | 帕梅拉·梅尔罗伊   |
| 27 | 2014年 | 中國 北京                 | 王永志                      | 杨利伟                                                         | 苏尔坦·本·萨勒曼                  | 王亚平            |
| 28 | 2015年 | 瑞典 斯德哥尔摩           | 斯文·格兰                   | 克里斯特·富格莱桑                                              | 卡罗尔·鲍勃科 维克托·萨维内赫     | 马克·布朗         |
| 29 | 2016年 | 奥地利 維也納             | 约翰内斯·奥德纳             | 韦斯娜·菲伯克                                                  | 不適用                            | 阿列克谢·列昂诺夫 |
| 30 | 2017年 | 法國 圖盧茲               | 西尔韦斯特·莫里斯           | 米歇尔·托格尼尼 安迪·特内奇                                    | 杜米特鲁·普鲁纳留 托马斯·斯塔福德 | 嘉芙蓮·魯賓斯     |
| 31 | 2018年 | 白俄羅斯 明斯克           | 弗拉基米尔·波克雷什金       | 奥列格·诺维茨基                                                | 不適用                            | 杰弗利·霍夫曼     |
| 32 | 2019年 | 美国 休斯敦               | 克里斯·克拉夫特（追授）     | 约翰·沙普/理查德·理查德斯夫妇                                  | 不適用                            | 卢杰              |
| 33 | 2021年 | 匈牙利 布达佩斯           | 罗塞塔任务组                | 法尔卡什·拜尔陶隆                                              | 不適用                            | 杰弗利·霍夫曼     |
| 34 | 2023年 | 土耳其 布尔萨             |                             |                                                                |                                   |                   |

## 会员
凡是曾搭乘太空飞船进入地球轨道航行至少一周的个人，不论国籍，都可以申请成为太空探索者协会会员。截至2022年，协会有包括阿富汗、奥地利、比利时、巴西、保加利亚、加拿大、中国、哥斯达黎加、古巴、捷克、丹麦、法国、德国、匈牙利、印度、以色列、意大利、日本、哈萨克斯坦、马来西亚、墨西哥、蒙古、荷兰、波兰、罗马尼亚、俄罗斯、沙特阿拉伯、斯洛伐克、南非、韩国、西班牙、瑞典、瑞士、叙利亚、乌克兰、英国、美国和越南等38个国家的400余名航天员。
| 洛伦·阿克顿           | 苏尔坦·阿勒沙特           | 艾伦·宾                   |
| 格奥尔基·别列戈沃伊   | 阿纳托利·别列佐沃伊       | 让-卢·克雷蒂安            |
| 法尔卡什·拜尔陶隆     | 朱格德尔德米德·古尔拉格查 | 米羅斯瓦夫·赫爾曼謝夫斯基 |
| 詹姆斯·艾尔文         | 格奥尔基·伊万诺夫         | 西格蒙德·雅恩             |
| 阿列克谢·列昂诺夫     | 拜伦·利希滕贝格           | 弗拉基米尔·利亚霍夫       |
| 奥列格·马卡罗夫       | 艾德加·米切尔             | 杜米特鲁·普鲁纳留         |
| 弗拉迪米尔·雷梅克     | 尼古拉·鲁卡维什尼科夫     | 拉塞尔·施威卡特           |
| 弗拉基米尔·索洛维约夫 | 阿纳尔多·塔马约·门德斯    | 范遵                      |
| 阿列克谢·叶利谢耶夫   |                           |                           |

## 历任主席
- 克里斯·哈德菲爾德（2007年－2011年9月）
- 杜米特鲁·普鲁纳留（2011年9月－2014年9月）[5]
- 野口聪一（2014年9月－2017年10月）
- 邦尼·珍妮·邓巴（2017年10月－2018年9月）[6]
- 迈克尔·洛佩斯-阿莱格里亚（2018年9月－2019年10月）
- 奥列格·科托夫（2019年10月－2021年11月）
- 赖因霍尔德·埃瓦尔德（2021年11月－）